# Gaspard Gsell
Jean Gaspard Jules Gsell, ou Kaspar Johann Julius Gsell, né à Saint-Gall le 1er août 1814 et mort à Meudon le 4 février 1904 , est un peintre verrier suisse qui a réalisé et restauré de nombreux vitraux à Paris.

## Biographie
Gaspard Gsell est le fils d'un lithographe, Jakob Laurenz Gsell. La famille réside à Saint-Gall depuis le début du XVIe siècle.
Gaspard Gsell a étudié à l'école supérieure des Beaux-Arts à Genève et a continué en 1830 ses études à Paris, où il a été élève d'Ingres et de Delaroche. Gaspard Gsell a réalisé des lithographies entre 1840 et 1845. 
En 1843, il est embauché comme dessinateur de cartons pour les vitraux fabriqués par l'atelier de vitraux de la manufacture de Choisy-le-Roi dirigée par Georges Bontemps. Il y a travaillé avec Henri Gérente sous la direction d'Edward Jones.
Le retour au gothique défendu dans les Annales archéologiques d'Adolphe Napoléon Didron à partir de 1844 est souvent fait en ne reprenant du style gothique que les éléments décoratifs comme les fonds en mosaïques et les bordures ornementales. Le traitement des visages ne tient pas compte du graphisme linéaire et de la triangulation gothique mais adopte un modelé plus académique. C'est la remarque que fait Jean-Baptiste Lassus qui écrit en 1844 à propos d'un vitrail de Georges Bontemps, de la manufacture de Choisy-le-Roi, dessiné par Gaspard Gsell: « une fenêtre destinée à la nouvelle église de Bon-Secours, près Rouen, bâtie en style gothique du XIIIe siècle, par l'habile architecte M. Barthélemy qui est des nôtres. Nous ferons à ce vitrail l'application de toutes les critiques qui nous ont été inspirées par la manie du perfectionnement. Les figures sont courtes et lourdes; le geste est insignifiant, et l'expression manque complètement de cet accord indispensable pour faire deviner l'intention. Les sujets ne remplissent pas suffisamment les médaillons, et l'on y cherche en vain l'équivalent du style qui caractérise les anciens vitraux. En outre, toutes ces figures contrastent d'une manière fâcheuse avec l'ornementation, fort belle du reste, et dans laquelle nous regrettons seulement l'exagération du verre jaune ». Cette critique reprend celle que fait Adolphe Napoléon Didron dans le numéro de juillet 1844 sur le vitrail de la Vierge d'Henri Gérente réalisé par Lusson dont il fait l'éloge pour demander aux peintres verriers : « Imitez le XIIIe siècle pour faire des vitraux qui rappellent cette époque, ou bien le XIVe siècle, le XVe siècle et le XVIe siècle, si vous devez donner des fenêtres de ces diverses périodes; mais n'allez pas prendre au XIIIe siècle pour encadrer des fenêtres du XIXe siècle, un pareil éclectisme n'est bon qu'à porter malheur. Il faut être conséquent, car l'harmonie est la première comme la plus grande loi de la beauté ». Mais, du côté de la demande de nouveaux vitraux, elle se fait essentiellement sur le style « mixte » mêlant le pastiche de l'ornementation gothique avec le « perfectionnement » des figures.
Jusqu'en 1845, il a fait des cartons de vitraux pour l'église Saint-Gervais-Saint-Protais, l'église Saint-Vincent-de-Paul et l'église Saint-Jacques-Saint-Christophe de la Villette.

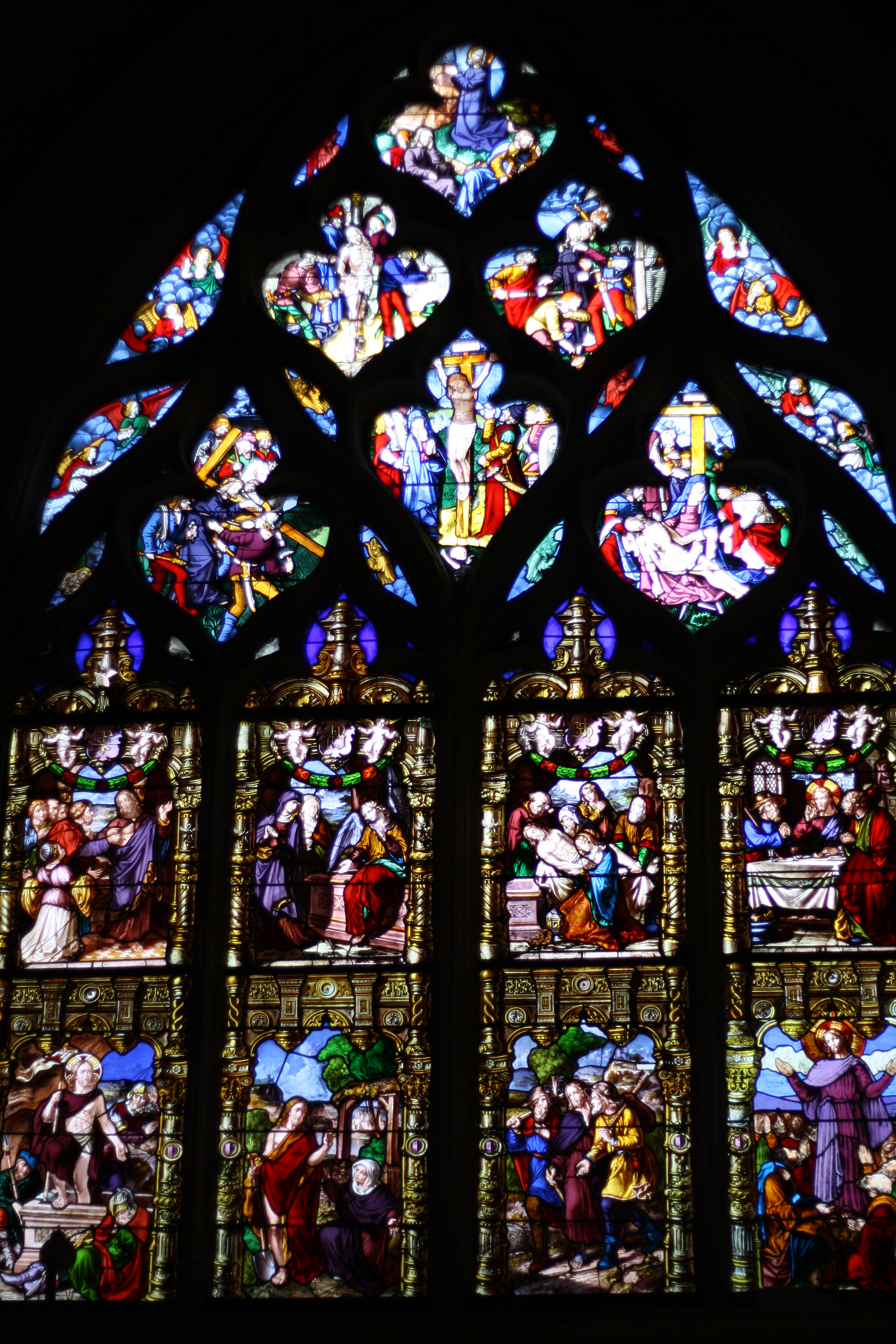
Église Saint-Gervais-Saint-Protais
Vitrail de l'Incrédulité de saint Thomas
restauré par l'atelier Gsell-Laurent en 1850

En 1846, il a acheté avec Pierre-Charles Marquis l'atelier verrier parisien de Karl Hauder et André, sis au no 40bis, rue des Amandiers-Popincourt. Un an plus tard , il a quitté cette société et rejoint l'atelier d'Émile Laurent, en 1847, et fonde la société Laurent, Gsell et Cie. Le siège de la société a été initialement installé au no 21 rue Saint-Sébastien, en 1848, puis au no 43, en 1849, et a été transféré en 1851 au no 23, rue du Montparnasse. À cette époque, la manufacture de Choisy-le-Roi étant fermée, il en reprend la clientèle de l'atelier de vitraux.
En 1862, le critique Alfred Darcel reprend dans L'Illustration no 1024 sur les vitraux exposés à Londres par Gaspard Gsell et son associé Émile Laurent les critiques déjà énoncées par Didron en 1844 : « les vitraux qu'ils ont exposés nous montrent l'alliance du dessin de la Renaissance avec les fonds en mosaïque employés au XIIe siècle, et nous ne saurions approuver cet éclectisme. Il y a opposition, en effet, et non accord entre la recherche du modelé qui est nécessaire aux vitraux du XVIe siècle, et l'emploi des teintes plates qui entrent dans la composition de la mosaïque ».
En 1863, Gaspard Gsell est élu à l'Institut.
En 1864, l'atelier « Laurent et Gsell » travaille sur les verrières de l'église Saint-Vincent-de-Paul du Berceau.
La société a été renommée Gsell-Laurent dans les années 1870, et Gaspard Gsell en assurait seul la direction. Gaspard Gsell a remis son entreprise à son fils Albert Jacques Jules Gsell, le 3 mars 1892, peintre sur verre.
On retrouve l'« atelier Gsell-Laurent » chargé de la restauration des vitraux de la collégiale Notre-Dame de Mantes-la-Jolie entre 1890 et 1892.

## Principales œuvres
L'atelier de Gaspard Gsell conduit des restaurations et la création de vitraux dans de nombreuses églises de Paris.
1844-1849 : basilique Notre-Dame de Bonsecours
1853 à 1878 : église Saint-Martin de L'Isle-Adam,
1854-1858 : église Saint-Eugène-Sainte-Cécile,
1858 : chapelle Saint-Ignace,
1860 : basilique Sainte-Clotilde de Paris,
1861-1863 : église Saint-Bernard de la Chapelle,
1864 : chapelle du palais de l'Élysée,
1864 : église Saint-Vincent-de-Paul du Berceau (chapelle)
1868-1871 : église Saint-Jacques-du-Haut-Pas,
1872 : église Saint-Pierre-de-Montrouge,
1880-1885 : église Saint-Paxent de Massay,
1890-1892 : collégiale Notre-Dame de Mantes-la-Jolie
Il a réalisé des vitraux dans 53 départements français et dans 15 autres pays.
Le Musée Carnavalet a une grande partie des archives de l'entreprise de Gaspard Gsell. Il a travaillé avec de nombreux artistes tels que Auguste Hussenot, Auguste Galimard et Alfred Gérente.

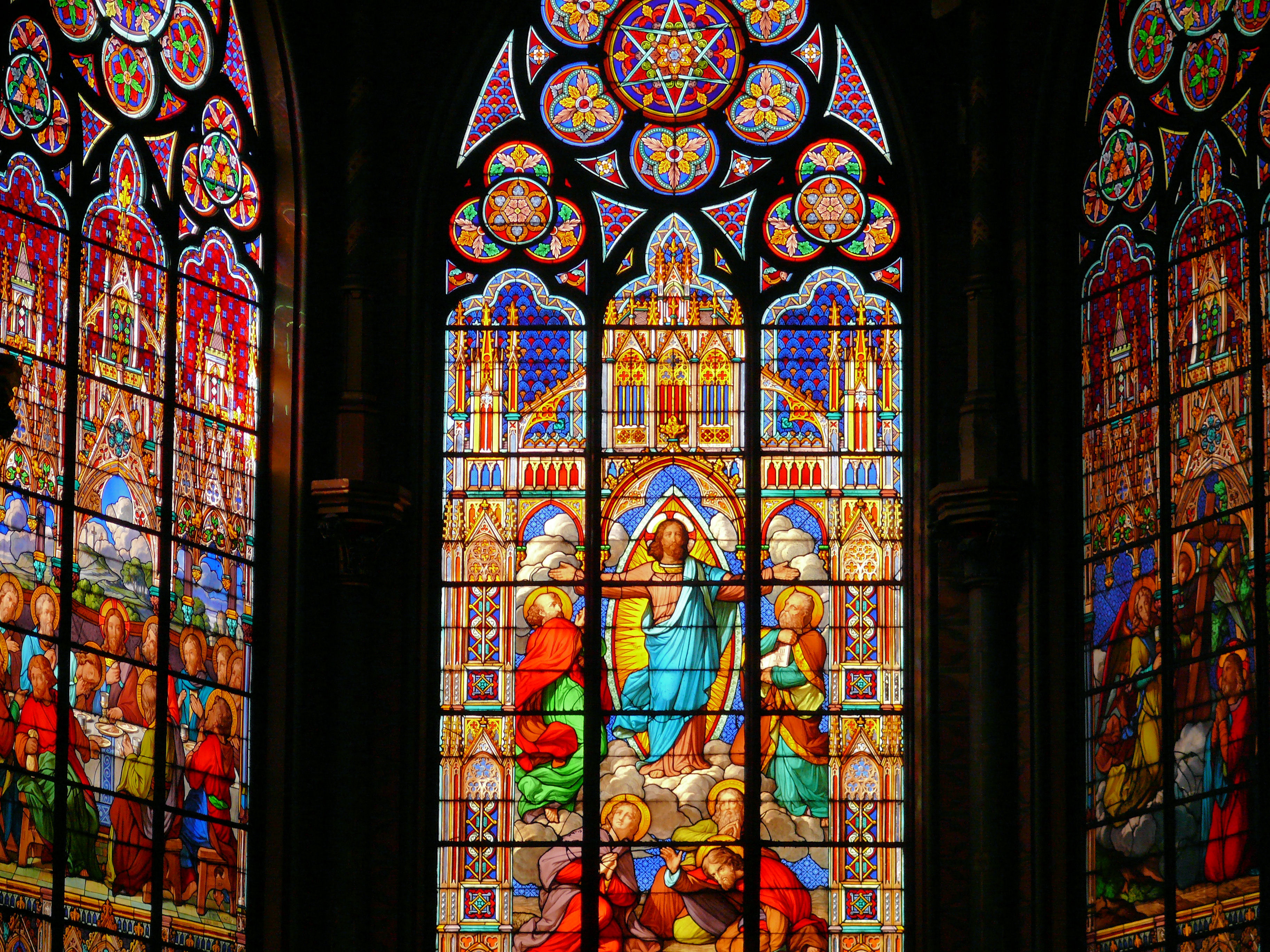
Église Saint-Eugène-Sainte-Cécile Vitrail de la Transfiguration
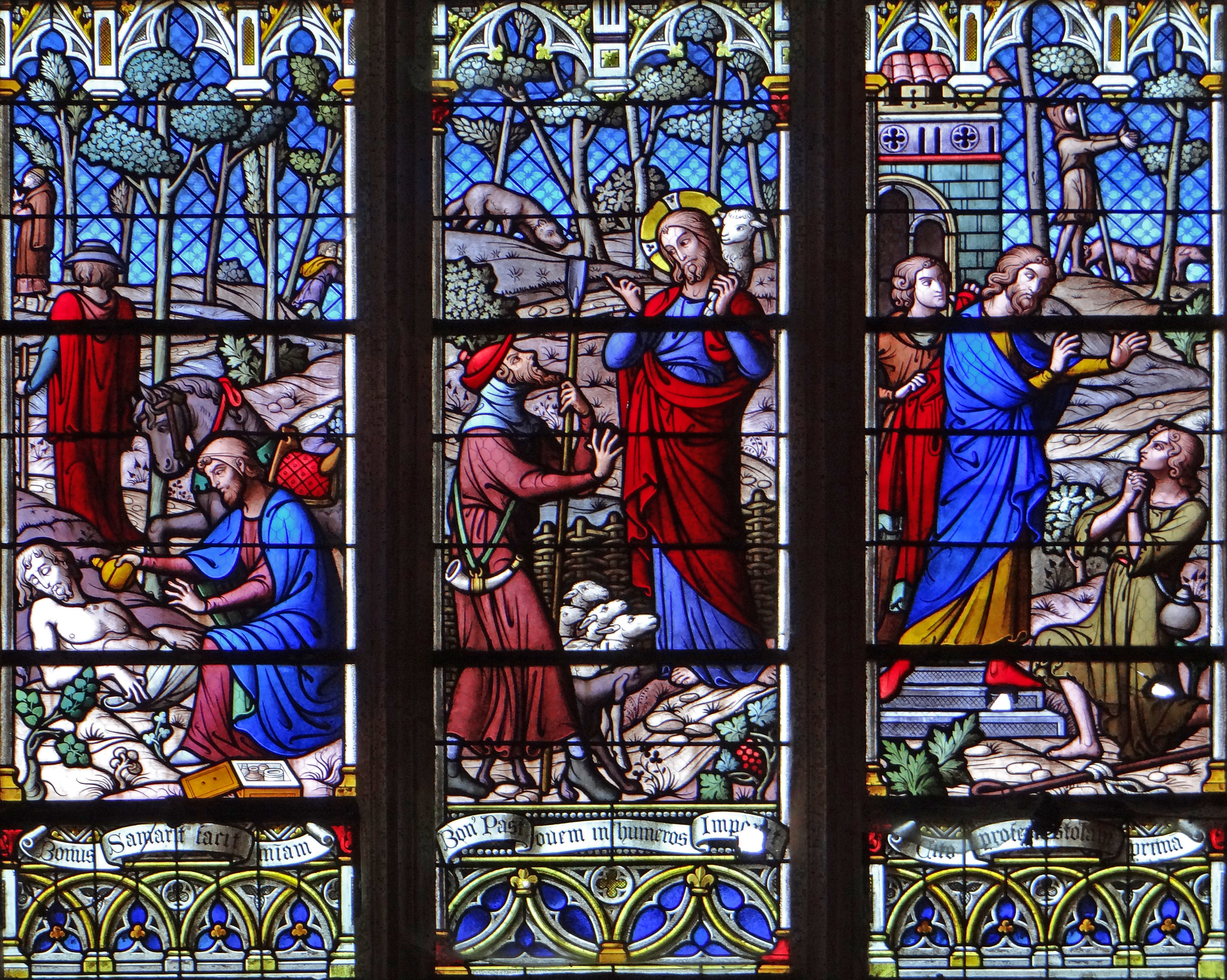
Église Saint-Paxent de Massay Vitrail du Bon Samaritain, du Bon Pasteur et de l'Enfant Prodigue

## Famille
Gaspard Gsell est le frère de Theodor Gsell Fels (1818-1898), médecin, connu aussi comme auteur de guides de voyage et historien de l'art. Marié à Louise Carolina Fels en 1850, il a obtenu en 1883 d'ajouter le nom de sa femme au sien.
Gaspard Gsell s'est marié le 8 décembre 1859 avec Caroline Adèle Laurent, fille de son associé, Émile Laurent (apparenté à l'épouse de Louis Pasteur), dont il a eu :
- Lucien Laurent-Gsell, né à Paris, le 19 novembre 1860, mort à Paris le 09.11.1944, peintre et illustrateur français ;
- Stéphane Gsell, né à Paris, le 2 juin 1864, mort à Paris le 1er janvier 1932.
- Albert Jules Gsell, peintre verrier, qui a repris l'atelier de vitraux paternel en 1892. Né à Paris le 28 décembre 1867, il est mort le 28 février 1951 à Guémené-Penfao.
- Paul Valentin Gsell, né à Paris, le 24 janvier 1870 mort le 19 avril 1947 à Saint-Rémy-lès-Chevreuse.
- Germain Gsell, né à Paris en 1877, mort à Paris en 1953.